# Australia (film)
Australia er en australsk romantisk film fra 2008 instrueret af Baz Luhrmann med Nicole Kidman og Hugh Jackman i hovedrollerne. Manuskriptet blev skrevet af Luhrmann og manuskriptforfatter Stuart Beattie, med Ronald Harwood også senere krediteret. Historien finder sted før og under bombningen af Darwin i Australien under 2. Verdenskrig. 

## Medvirkende
- Nicole Kidman i rollen som Lady Sarah Ashley
- Hugh Jackman i rollen som Drover
- Brandon Walters i rollen som geterens assistent Nullah
- David Wenham i rollen som Neil Fletcher
- Jack Thompson i rollen som Kipling Flynn
- Bryan Brown i rollen som King Carney
- David Gulpilil i rollen som King George
- Essie Davis i rollen som Cath Carney
- Ben Mendelsohn i rollen som Kaptein Emmett Dutton
- Barry Otto i rollen som Administrator Allsop,
- David Ngoombujarra i rollen som Magarri
- Bruce Spence i rollen som Dr Barker
- John Jarratt i rollen som en australsk Sergent
- Max Cullen i rollen som en gammel fulderik
- Ray Barrett i rollen som Bull
- Arthur Dignam i rollen som Father Benedict
- Bill Hunter i rollen som the Sloop Skipper
- Sandy Gore i rollen som Gloria Carney
- James Hong i rollen som Carney Manservant
- Jacek Koman i rollen som Ivan
- Wah Yuen i rollen som Sing Song
- John Walton i rollen som Carney Dreng #2
- Ursula Yovich i rollen som Daisy, Nullahs mor